# Eloeophila pectinistylus
Eloeophila pectinistylus là một loài ruồi trong họ Limoniidae. Chúng phân bố ở miền Cổ bắc.